# Boßeln
Boßeln (tysk) eller klootschieten (nederlandsk) er et keglespil fra det nordtyske og nederlandske kystområde. Spillet hører sammen med biikebrænding og rummelpot til de populære skikke i Nordfrisland. På dansk kaldes spillet Bos eller Bossel  .
Det spilles med keglekugler (bosler) på langstrakte veje i marsken. To hold spiller mod hinanden med mindst fire spillere på hver hold. Der kastes (bosles) skiftevis mellem de to holds spillere. Vinderen er holdet med de færreste kast på en fastlagt strækning. Spillet kræver kraft og koncentration, så kuglen ikke kommer af banen ved kastet, men i stedet ruller så langt som muligt. Kuglen er op til 12 cm stor og vejer op til 1100 g. Den består af pokkenholt eller kunststof og er fyldt med bly. Deltagerne ledsages af kritikere, der kommenterer kastene med anerkendelse eller spot. Bossel spilles traditionelt om vinteren. Efter afsluttet spil spises ofte grønlangkål.
Bos / Bossel kan i andre varianter også spilles på markerne eller enkeltvis i stedet for i gruppen. Spillets rødder går tilbage til middelalderen. Måske var denne form for kuglekastning en våbenløs kampteknik for folk, som officielt havde forbud mod at bære våben. Spillet kommer oprindeligt fra det nederlandske område og blev i 1600-tallet importeret af nederlandske digebyggere.
Spillet minder en del om det irske Irish road bowling.